# 135

## Události
- Římané rozdrtili povstání Šimona Bar Kochby
- Za vlády císaře Hadriana došlo k znovu vybudování Jeruzaléma jako římského města s názvem Colonia Aelia Capitolina.
- Vyvrácení židovského království Římany.

## Úmrtí
- Šimon bar Kochba, vůdce židovského protiřímského povstání (* ?)
- Akiva, jeden z hlavních kodifikátorů textu Mišny (* cca 50)

## Hlavy států
- Papež – Telesforus (125/128–136/138)
- Římská říše – Hadrianus (117–138)
- Parthská říše – Vologaisés III. (111/112–147/148)
- Kušánská říše – Kaniška (127–151)
- Čína, dynastie Chan (206 př. n. l. – 220 n. l.)